# Ordine al merito civile (Spagna)
L'Ordine al merito civile è un Ordine cavalleresco spagnolo.

## Storia
L'ordine è stato fondato il 25 giugno 1926 da Alfonso XIII di Spagna.
Il Cancelliere è il Ministro degli Affari Esteri di Spagna.

## Classi
L'Ordine dispone delle seguenti classi di benemerenza:
- Collare
- Gran croce
- Commendatore di numero
- Commendatore
- Croce di ufficiale
- Croce
- Croce d'argento

| Nastri                                                              |            |         |
| Croce d'argento Croce Ufficiale Commendatore Commendatore di numero | Gran croce | Collare |

## Insegne
- Il nastro è blu con una striscia bianca al centro per tutte le classi esclusa quella del collare, il cui nastro è blu con bordi bianchi.

Croce d'argento
Croce
Croce di ufficiale
Commendatore
Commendatore di numero
Gran croce
Collare (croce)
Collare

## Insigniti notabili
- Dina bint 'Abd al-Hamid (1955)
- Chiang Kai-shek (1965)
- Saddam Hussein (1978)
- Sidi Muhammad del Marocco (1979)
- Rachid del Marocco (1989)
- Mahathir Mohamad (1995)
- Miguel Ángel Gómez Martínez (1995)
- Astrid del Belgio (2001)
- Francesco Cantuti di Castelvetri
- Islom Karimov (2003)
- Lorenzo d'Asburgo-Este (2000)
- Lorenzo del Belgio (2000)
- Marta Luisa di Norvegia (2006)
- Khalifa bin Zayed Al Nahyan (2008)[1]
- Sabah IV Al Ahmad Al Sabah (2008)[1]
- Amancio Ortega (2009)
- Antonio Tajani (2013)
- Manuel Valls (2013)
- Petro Oleksijovyč Porošenko (2014)
- Raffaella Carrà (2018)
- Moon Jae-in (2021)
- João Lourenço (2023)